# Ховисонс-портская индустрия
Ховисонс-портская индустрия, или индустрия Ховисонс-Порт, — индустрия каменных орудий эпохи среднего каменного века Африки (MSA). Названа по археологическому памятнику — пещере Ховисонс-Порт близ Грейамстауна в ЮАР. Согласно исследованиям, опубликованным в 2008 г., данная индустрия существовала в течение 5 тысяч лет (около 65,8 тыс. л. н. — 59,5 тыс. л. н.).

Люди этого периода, как и в более ранний стилбейский период, обладали представлениями о символизме, поддерживали культурные контакты путём обмена дарами.
Ховисонс-портская индустрия во многом предвосхищает каменные орудия «позднего каменного века» (LSA), наступившего через 25 тыс. лет после исчезновения данной индустрии, около 40 тыс. лет назад. С. Сориано характеризовал ховисонс-портские достижения как «одновременно современные и несовременные»..
Как и более ранняя стилбейская индустрия, ховисонс-портская индустрия включала символические артефакты, такие как охряные предметы с гравированными изображениями, скорлупа страусов с нацарапанным орнаментом и бусы из раковин. Охра использовалась чрезвычайно широко в качестве пигмента, что истолковывается археологами как проявление символизма.
Предполагается, что ножи с задней поверхностью могли использоваться как подарки (охотничье снаряжение), и когда подобная практика прекратилась, прекратилось и изготовление подобных орудий. В поддержку данной гипотезы свидетельствует тот факт, что транспортировка на дальние расстояния сырья (которая могла поощряться культурой дарения) снизилась по окончании ховисонс-портского периода.
Ховисонс-портская индустрия не имела потомков. После её исчезновения вновь появляются более примитивные технологииp. 203